# Sophia Gennusa
Sophia Gennusa (Westchester County, 20 oktober 2003) is een Amerikaans actrice. Ze verwierf bekendheid door haar rol als Matilda Wormblood in Matilda the Musical. Daarnaast was ze te zien als Hannah Shepherd in The Enemy Within.

## Biografie
Gennusa groeide op in Westchester County. Ze debuteerde als actrice in de rol van Matilda Wormblood in de Broadway productie Matilda the Musical. Deze rol vertolkte ze samen met Bailey Ryon, Oona Laurence en Milly Shapiro in het Shubert Theatre. Voor deze rol wonnen Gennusa en de andere actrices een Tony Honorprijs voor outstanding Broadway debuut. Ze werd eveneens genomineerd voor een Grammy Award met de cast van Matilda. In 2015 keerde ze terug op Broadway voor een rol in de productie Doctor Zhivago in het Broadway Theatre. Na drie weken eindigde de serie nadat de previews reeds een maand in beslag hadden genomen.
Gennusa keerde meermaals terug in benefietconcerten en cabarets en zong in 2016 het themalied van Sesame Street. Ze zong eveneens in een aflevering van  Last Week Tonight with John Oliver in 2015. Sinds 2019 verscheen Gennusa in de televisieserie The Enemy Within, waarin ze de rol vertolkte van Hannah Shepherd.

## Filmografie

### Televisie
| Jaar | Titel                                                       | Rol                  | Opmerkingen    | Ref         |
| ---- | ----------------------------------------------------------- | -------------------- | -------------- | ----------- |
| 2013 | The Princess Diary: Backstage at Cinderella met Laura Osnes | Zichzelf             | 1 afl.         |             |
| 2015 | Last Week Tonight with John Oliver                          | Kindkoor             | 1 afl.         |             |
| 2016 | Limitless                                                   | Jonge Rebecca Harris | 1 afl.         | [ 12 ]      |
| 2019 | The Enemy Within                                            | Hannah Shepherd      | Recurring role | [ 4 ] [ 5 ] |

### Theater
| Jaar | Productie           | Rol                 | Locatie          | Extra                      | Ref               |
| ---- | ------------------- | ------------------- | ---------------- | -------------------------- | ----------------- |
| 2013 | Matilda The Musical | Matilda Wormwood    | Schubert Theatre | 5 maart – 21 december 2013 | [ 1 ] [ 2 ] [ 3 ] |
| 2015 | Doctor Zhivago      | Jonge Lara/Katarina | Broadway Theatre | 27 maart – 10 mei 2015     | [ 9 ] [ 10 ]      |